# Rhabdotorrhinus exarhatus

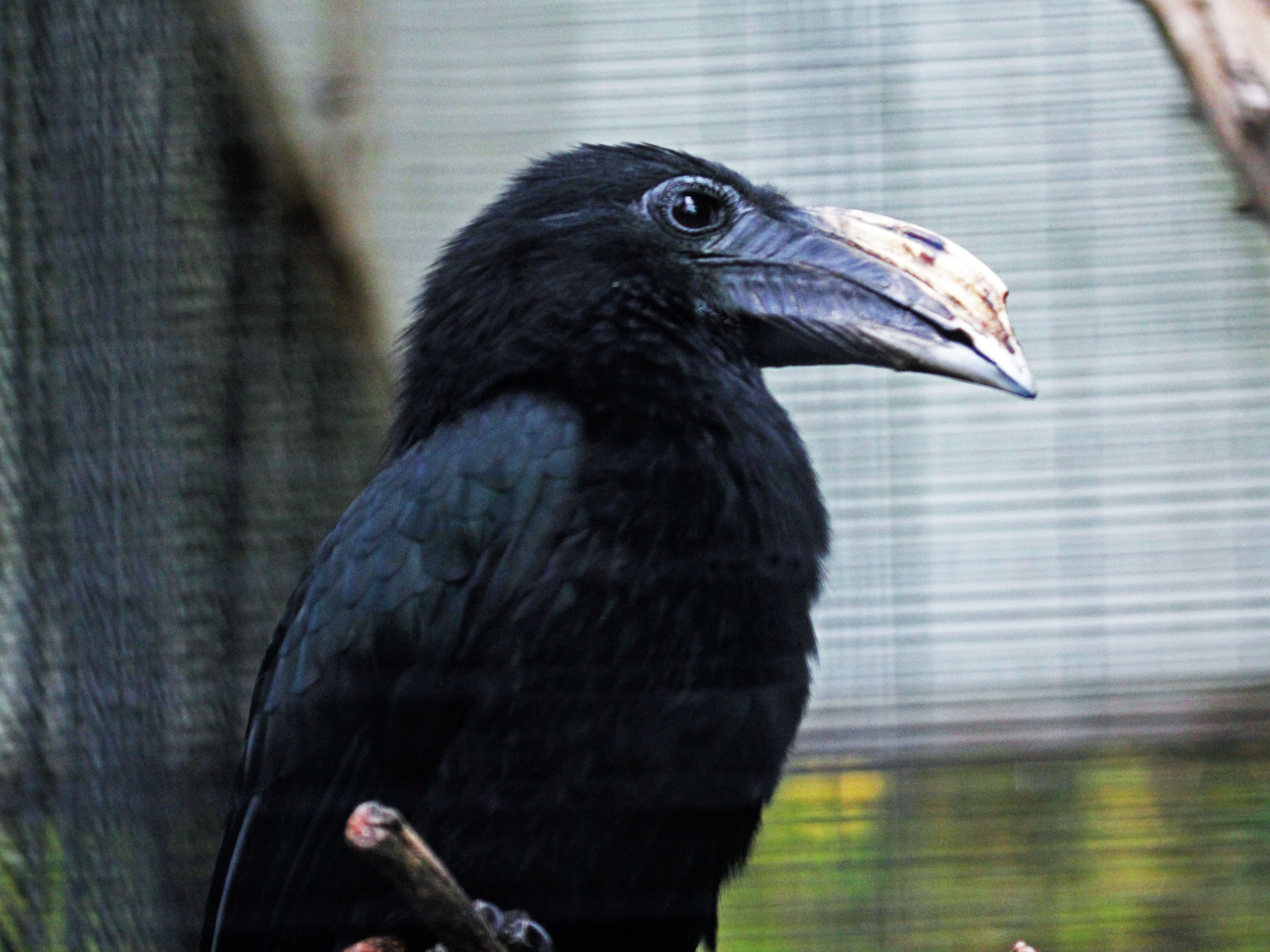
Hembra en el Zoológico de San Diego.

El cálao chico de Célebes (Rhabdotorrhinus exarhatus) es una especie de ave en la familia Bucerotidae.

## Descripción
Es un ave relativamente pequeña, que mide unos 45 cm de largo. Su plumaje es negro. La cara y garganta del macho son amarillos, y su pico es amarillento con marcas negras. El plumaje de la hembra es completamente negro, y su pico es más oscuro.

## Distribución y hábitat
Es un ave endémica de Indonesia. Habita en las tierras bajas tropicales, incluidos pantanos y bosques primarios en Sulawesi e islas vecinas, desde el nivel del mar hasta alturas de 1,100 m. Existen dos subespecies del cálao chico de Célebes. La subespecie nominada P. e. exarhatus, habita en el norte de Sulawesi, y P. e. sanfordi en la zona central, este y sur de Sulawesi, Buton y la isla Muna.